# 馬卡斯
馬卡斯（西班牙語：Macas）是厄瓜多爾的城鎮，也是莫羅納-聖地亞哥省的首府，位於該國西部，距離首都基多347公里，始建於1575年，面積56.9平方公里，海拔高度1,050米，2006年人口約14,000。

## 外部連結
- of Macas (Spanish)[永久]
- Municipality of Macas (Spanish)
- Macas Tourism (English)